# Collegio di Sevenoaks
Sevenoaks è un collegio elettorale inglese situato nel Kent rappresentato alla camera dei Comuni del parlamento del Regno Unito. Elegge un membro del parlamento con il sistema maggioritario a turno unico; l'attuale parlamentare è Laura Trott del Partito Conservatore, che rappresenta il collegio dal 2019.

## Storia
Il collegio esiste sin dal Redistribution of Seats Act 1885, e con la sola eccezione del Parlamento del 1923, durato un anno, è stato fino ad oggi una roccaforte conservatrice.
Sir Thomas Jewell Bennett, prima di entrare in Parlamento, fu uno scrittore di punta del The Standard, e visse in India per molti anni lavorando alla Bombay Gazette prima di divenire editore e principale proprietario del Times of India. Bennett tornò in Inghilterra nel 1901 e nel 1910 si candidò senza successo alle sue prime elezioni parlamentari, perdendo a vantaggio di Alfred Gelder all'epoca del People's Budget di David Lloyd George e Herbert Henry Asquith.
Hilton Young fu Segretario di Stato alla Salute tra il 1931 ed il 1935; il portafoglio della salute, all'epoca, comprendeva competenze sulle abitazioni, l'eliminazione delle baraccopoli e la risistemazione. 
Dal 1950 la più alta posizione governativa è stata ricoperta da Michael Fallon, Segretario di Stato per la difesa dal 2014 al 2017.

## Estensione

Sevenoaks dal 2010 al 2024

- 1918–1950: i distretti urbani di Sevenoaks e Wrotham e i distretti rurali di Malling e Sevenoaks.
- 1950–1974: il distretto urbano di Sevenoaks e i distretti rurali di Malling e Sevenoaks.
- 1974–1983: il distretto urbano di Sevenoaks, il distretto rurale di Sevenoaks così come modificato dal Greater London Kent and Surrey Order 1968, e le parrocchie civili del distretto rurale di Dartford di Ash-cum-Ridley, Eynsford, Farningham, Fawkham, Hartley, Horton Kirby, Longfield, Swanley e West Kingsdown.
- 1983–1997: i ward del distretto di Sevenoaks di Brasted, Chevening, Crockenhill and Lullingstone, Dunton Green, Eynsford, Farningham, Halstead Knockholt and Badgers Mount, Hextable and Swanley Village, Kemsing, Leigh, Otford, Penshurst and Fordcombe, Riverhead, Seal, Sevenoaks Kippington, Sevenoaks Northern, Sevenoaks Town and St John's, Sevenoaks Weald and Underriver, Sevenoaks Wildernesse, Shoreham, Somerdon, Sundridge and Ide Hill, Swanley Christchurch, Swanley St Mary's, Swanley White Oak, Westerham and Crockham e West Kingsdown.
- 1997–2010: i ward del distretto di Sevenoaks di Ash-cum-Ridley, Brasted, Chevening, Crockenhill and Lullingstone, Dunton Green, Eynsford, Farningham, Halstead Knockholt and Badgers Mount, Hextable and Swanley Village, Kemsing, Otford, Riverhead, Seal, Sevenoaks Kippington, Sevenoaks Northern, Sevenoaks Town and St John's, Sevenoaks Weald and Underriver, Sevenoaks Wildernesse, Shoreham, Sundridge and Ide Hill, Swanley Christchurch, Swanley St Mary's, Swanley White Oak, Westerham and Crockham e West Kingsdown.
- 2010-2024: i ward del distretto di Sevenoaks di Ash, Brasted, Chevening and Sundridge, Crockenhill and Well Hill, Dunton Green and Riverhead, Eynsford, Farningham, Horton Kirby and South Darenth, Fawkham and West Kingsdown, Halstead, Knockholt and Badgers Mount, Hextable, Kemsing, Otford and Shoreham, Seal and Weald, Sevenoaks Eastern, Sevenoaks Kippington, Sevenoaks Northern, Sevenoaks Town and St John’s, Swanley Christchurch and Swanley Village, Swanley St Mary’s, Swanley White Oak e Westerham and Crockham Hill.
- dal 2024: i ward del borgo di Dartford di Wilmington, Sutton-at-Hone and Hawley, and the District of Sevenoaks wards of: Brasted, Chevening and Sundridge; Crockenhill and Well Hill; Dunton Green and Riverhead; Eynsford; Farningham, Horton Kirby and South Darenth; Fawkham and West Kingsdown; Halstead, Knockholt and Badgers Mount; Hextable; Kemsing; Otford and Shoreham; Seal and Weald; Sevenoaks Eastern; Sevenoaks Kippington; Sevenoaks Northern; Sevenoaks Town and St. John’s; Swanley Christchurch and Swanley Village; Swanley St. Mary’s; Swanley White Oak e Westerham and Crockham Hill.

## Membri del parlamento
| Elezione | Elezione              | Deputato        | Partito      |
| -------- | --------------------- | --------------- | ------------ |
|          | 1885                  | Charles Mills   | Conservatore |
| 1892     | Henry Forster         |                 | Conservatore |
| 1918     | Thomas Jewell Bennett |                 | Conservatore |
|          | 1923                  | Ronald Williams | Liberale     |
|          | 1924                  | Walter Styles   | Conservatore |
| 1929     | Hilton Young          |                 | Conservatore |
| 1935     | Charles Ponsonby      |                 | Conservatore |
| 1950     | John Rodgers          |                 | Conservatore |
| 1979     | Mark Wolfson          |                 | Conservatore |
| 1997     | Michael Fallon        |                 | Conservatore |
| 2019     | Laura Trott           |                 | Conservatore |

## Elezioni

### Elezioni negli anni 2020
| Partito                    | Partito                                   | Candidato                  | Risultati 4 luglio 2024 | Risultati 4 luglio 2024 |
| Partito                    | Partito                                   | Candidato                  | Voti                    | %                       |
| -------------------------- | ----------------------------------------- | -------------------------- | ----------------------- | ----------------------- |
|                            | Conservatore                              | Laura Trott                | 18 328                  | 36,73                   |
|                            | Lib Dem                                   | Richard Streatfeild        | 12 888                  | 25,83                   |
|                            | Reform UK                                 | James Milmine              | 9 341                   | 18,72                   |
|                            | Laburista                                 | Denise Scott-McDonald      | 6 802                   | 13,63                   |
|                            | Verdi                                     | Laura Manston              | 2 033                   | 4,07                    |
|                            | Rejoin EU                                 | Elwyn Jones                | 298                     | 0,60                    |
|                            | Social Democratico                        | Adam Hibbert               | 209                     | 0,42                    |
|                            |                                           |                            |                         |                         |
| Iscritti                   | Iscritti                                  | Iscritti                   | 73 708                  | 100,00                  |
| ↳ Votanti (% su iscritti)  | ↳ Votanti (% su iscritti)                 | ↳ Votanti (% su iscritti)  | 49 899                  | 67,70                   |
| ↳ Astenuti (% su iscritti) | ↳ Astenuti (% su iscritti)                | ↳ Astenuti (% su iscritti) | 23 809                  | 32,30                   |
|                            |                                           |                            |                         |                         |
|                            | Esito: collegio confermato a Conservatore |                            |                         |                         |

### Elezioni negli anni 2010
| Partito                    | Partito                                   | Candidato                  | Risultati 12 dicembre 2019 | Risultati 12 dicembre 2019 |
| Partito                    | Partito                                   | Candidato                  | Voti                       | %                          |
| -------------------------- | ----------------------------------------- | -------------------------- | -------------------------- | -------------------------- |
|                            | Conservatore                              | Laura Trott                | 30 932                     | 60,70                      |
|                            | Lib Dem                                   | Gareth Willis              | 10 114                     | 19,85                      |
|                            | Laburista                                 | Seamus McCauley            | 6 946                      | 13,63                      |
|                            | Verdi                                     | Paul Wharton               | 1 974                      | 3,87                       |
|                            | Indipendente                              | Paulette Furse             | 695                        | 1,36                       |
|                            | Libertariano                              | Sean Finch                 | 295                        | 0,58                       |
|                            |                                           |                            |                            |                            |
| Iscritti                   | Iscritti                                  | Iscritti                   | 71 777                     | 100,00                     |
| ↳ Votanti (% su iscritti)  | ↳ Votanti (% su iscritti)                 | ↳ Votanti (% su iscritti)  | 50 956                     | 70,99                      |
| ↳ Astenuti (% su iscritti) | ↳ Astenuti (% su iscritti)                | ↳ Astenuti (% su iscritti) | 20 821                     | 29,01                      |
|                            |                                           |                            |                            |                            |
|                            | Esito: collegio confermato a Conservatore |                            |                            |                            |

| Partito                    | Partito                                   | Candidato                  | Risultati 8 giugno 2017 | Risultati 8 giugno 2017 |
| Partito                    | Partito                                   | Candidato                  | Voti                    | %                       |
| -------------------------- | ----------------------------------------- | -------------------------- | ----------------------- | ----------------------- |
|                            | Conservatore                              | Michael Fallon             | 32 644                  | 63,74                   |
|                            | Laburista                                 | Chris Clark                | 10 727                  | 20,94                   |
|                            | Lib Dem                                   | Alan Bullion               | 4 280                   | 8,36                    |
|                            | UKIP                                      | Graham Cushway             | 1 894                   | 3,70                    |
|                            | Verdi                                     | Philip Dodd                | 1 673                   | 3,27                    |
|                            |                                           |                            |                         |                         |
| Iscritti                   | Iscritti                                  | Iscritti                   | 71 037                  | 100,00                  |
| ↳ Votanti (% su iscritti)  | ↳ Votanti (% su iscritti)                 | ↳ Votanti (% su iscritti)  | 51 218                  | 72,10                   |
| ↳ Astenuti (% su iscritti) | ↳ Astenuti (% su iscritti)                | ↳ Astenuti (% su iscritti) | 19 819                  | 27,90                   |
|                            |                                           |                            |                         |                         |
|                            | Esito: collegio confermato a Conservatore |                            |                         |                         |

| Partito                    | Partito                                   | Candidato                  | Risultati 7 maggio 2015 | Risultati 7 maggio 2015 |
| Partito                    | Partito                                   | Candidato                  | Voti                    | %                       |
| -------------------------- | ----------------------------------------- | -------------------------- | ----------------------- | ----------------------- |
|                            | Conservatore                              | Michael Fallon             | 28 531                  | 56,92                   |
|                            | UKIP                                      | Steve Lindsay              | 8 970                   | 17,90                   |
|                            | Laburista                                 | Chris Clark                | 6 448                   | 12,86                   |
|                            | Lib Dem                                   | Alan Bullion               | 3 937                   | 7,85                    |
|                            | Verdi                                     | Amelie Boleyn              | 2 238                   | 4,46                    |
|                            |                                           |                            |                         |                         |
| Iscritti                   | Iscritti                                  | Iscritti                   | 70 696                  | 100,00                  |
| ↳ Votanti (% su iscritti)  | ↳ Votanti (% su iscritti)                 | ↳ Votanti (% su iscritti)  | 50 124                  | 70,90                   |
| ↳ Astenuti (% su iscritti) | ↳ Astenuti (% su iscritti)                | ↳ Astenuti (% su iscritti) | 20 572                  | 29,10                   |
|                            |                                           |                            |                         |                         |
|                            | Esito: collegio confermato a Conservatore |                            |                         |                         |

| Partito                    | Partito                                   | Candidato                  | Risultati 6 maggio 2010 | Risultati 6 maggio 2010 |
| Partito                    | Partito                                   | Candidato                  | Voti                    | %                       |
| -------------------------- | ----------------------------------------- | -------------------------- | ----------------------- | ----------------------- |
|                            | Conservatore                              | Michael Fallon             | 28 076                  | 56,82                   |
|                            | Lib Dem                                   | Alan Bullion               | 10 561                  | 21,38                   |
|                            | Laburista                                 | Gareth Siddorn             | 6 541                   | 13,24                   |
|                            | UKIP                                      | Christopher Heath          | 1 782                   | 3,61                    |
|                            | BNP                                       | Paul Golding               | 1 384                   | 2,80                    |
|                            | Democratici                               | Louise Uncles              | 806                     | 1,63                    |
|                            | Indipendente                              | Mark Ellis                 | 258                     | 0,52                    |
|                            |                                           |                            |                         |                         |
| Iscritti                   | Iscritti                                  | Iscritti                   | 69 490                  | 100,00                  |
| ↳ Votanti (% su iscritti)  | ↳ Votanti (% su iscritti)                 | ↳ Votanti (% su iscritti)  | 49 408                  | 71,10                   |
| ↳ Astenuti (% su iscritti) | ↳ Astenuti (% su iscritti)                | ↳ Astenuti (% su iscritti) | 20 082                  | 28,90                   |
|                            |                                           |                            |                         |                         |
|                            | Esito: collegio confermato a Conservatore |                            |                         |                         |

### Elezioni negli anni 2000
| Partito                    | Partito                                   | Candidato                  | Risultati 5 maggio 2005 | Risultati 5 maggio 2005 |
| Partito                    | Partito                                   | Candidato                  | Voti                    | %                       |
| -------------------------- | ----------------------------------------- | -------------------------- | ----------------------- | ----------------------- |
|                            | Conservatore                              | Michael Fallon             | 22 437                  | 51,86                   |
|                            | Lib Dem                                   | Ben Abbotts                | 9 437                   | 21,81                   |
|                            | Laburista                                 | Tim Stanley                | 9 101                   | 21,03                   |
|                            | UKIP                                      | Robert Dobson              | 1 309                   | 3,03                    |
|                            | Democratici                               | John Marshall              | 751                     | 1,74                    |
|                            | United Kingdom Pathfinders                | Mark Ellis                 | 233                     | 0,54                    |
|                            |                                           |                            |                         |                         |
| Iscritti                   | Iscritti                                  | Iscritti                   | 73 761                  | 100,00                  |
| ↳ Votanti (% su iscritti)  | ↳ Votanti (% su iscritti)                 | ↳ Votanti (% su iscritti)  | 43 298                  | 58,70                   |
| ↳ Astenuti (% su iscritti) | ↳ Astenuti (% su iscritti)                | ↳ Astenuti (% su iscritti) | 30 463                  | 41,30                   |
|                            |                                           |                            |                         |                         |
|                            | Esito: collegio confermato a Conservatore |                            |                         |                         |

| Partito                    | Partito                                   | Candidato                  | Risultati 7 giugno 2001 | Risultati 7 giugno 2001 |
| Partito                    | Partito                                   | Candidato                  | Voti                    | %                       |
| -------------------------- | ----------------------------------------- | -------------------------- | ----------------------- | ----------------------- |
|                            | Conservatore                              | Michael Fallon             | 21 052                  | 49,40                   |
|                            | Laburista                                 | Caroline Humphreys         | 10 898                  | 25,57                   |
|                            | Lib Dem                                   | Clive Gray                 | 9 214                   | 21,62                   |
|                            | UKIP                                      | Lisa Hawkins               | 1 155                   | 2,71                    |
|                            | United Kingdom Pathfinders                | Mark Ellis                 | 295                     | 0,69                    |
|                            |                                           |                            |                         |                         |
| Iscritti                   | Iscritti                                  | Iscritti                   | 66 688                  | 100,00                  |
| ↳ Votanti (% su iscritti)  | ↳ Votanti (% su iscritti)                 | ↳ Votanti (% su iscritti)  | 42 614                  | 63,90                   |
| ↳ Astenuti (% su iscritti) | ↳ Astenuti (% su iscritti)                | ↳ Astenuti (% su iscritti) | 24 074                  | 36,10                   |
|                            |                                           |                            |                         |                         |
|                            | Esito: collegio confermato a Conservatore |                            |                         |                         |

## Risultati dei referendum

### Referendum sulla permanenza del Regno Unito nell'Unione europea del 2016
|             | Collegio  | Lasciare UE % | Rimanere in UE % |
| ----------- | --------- | ------------- | ---------------- |
|             | Sevenoaks | 53,8%         | 46,2%            |
| Inghilterra | 53,3%     | 46,7%         |                  |
| Regno Unito | 51,9%     | 48,1%         |                  |